# Kapellenstraße (Düren)
Die Kapellenstraße in der Kreisstadt Düren (Nordrhein-Westfalen) ist eine alte Innerortsstraße. Sie liegt im Stadtteil Rölsdorf.
Die Kapellenstraße zweigt rechtwinklig von der Monschauer Straße in südlicher Richtung ab. Sie kreuzt die Straße In der Mühlenau und endet in der Feldgemarkung.
Im Einmündungsbereich mit der Monschauer Straße steht die denkmalgeschützte Marienkapelle.

## Geschichte
Die Kapellenstraße ist nach der angrenzenden Marienkapelle benannt. Diese hieß früher im Volksmund Cohnenskapellchen. Die Eheleute Cohnen hatten die Kapelle erbauen lassen, als ihr Sohn Matthias am 25. Februar 1856 die Priesterweihe empfing. Am 28. März 1955 beschloss der Stadtrat, auch das über die Straße hinausgehende Teilstück in Kapellenstraße zu benennen.